# Tungufell (berg i Island, Austurland, lat 65,13, long -14,20)
Tungufell är ett berg i republiken Island. Det ligger i regionen Austurland, 400 km öster om huvudstaden Reykjavík. Toppen på Tungufell är 1 056 meter över havet.
Runt Tungufell är det mycket glesbefolkat, med 3 invånare per kvadratkilometer. Närmaste större samhälle är Egilsstaðir, omkring 17 kilometer nordväst om Tungufell. Trakten runt Tungufell består i huvudsak av gräsmarker.